# 信太村 (大阪府)
信太村（しのだむら）は、かつて大阪府にあった村。現在の和泉市北部にあたる。村名の由来は和名抄に見られる郷名「信太」より。
当地の中村（現・和泉市葛の葉町）には葛の葉伝説の舞台となった信太森葛葉稲荷神社がある。また、かつて舞村には陰陽師が数名居住しており、暦を発行して和泉国内に頒布していた。1660年（万治3年）に発行された「泉州暦」（「岸和田暦」とも）が神宮文庫に保管されている。

## 歴史
- 1889年（明治22年）4月1日 和泉郡王子村、富秋村、中村、尾井村、太村、上村、舞村、上代村、小野新田が合併して、和泉郡信太村が発足。大字太に村役場を設置。
- 1896年（明治29年）4月1日 泉北郡が成立。
- 1910年（明治43年） 大字小野新田を小野に改称。
- 1960年（昭和35年）8月1日 泉北郡八坂町とともに和泉市に編入される。
  - 和泉市編入の際に大字中を葛の葉町に改称。

## 経済

### 産業
農業
『大日本篤農家名鑑』によれば、信太村の篤農家は林佐平がいた。

## 交通

### 鉄道路線
- 日本国有鉄道（現・西日本旅客鉄道）
  - 阪和線
    - 北信太駅

### 道路
- 熊野街道（小栗街道）
- 中和泉街道